# 3D-computergrafik
3-D-computergrafik er i første omgang et udtryk for, at man på computeren skaber billeder, der giver dybde tilsvarende udviklingen i maleriet. For at være egentlig 3-dimensionelt på computeren kræver det, at man så at sige kan bevæge sig 'ind' i skærmen og ikke kun til siden og op, som det fx er kendetegnende for de 2-dimensionelle platformsspil, eller for en almindelig matematisk grafisk flade med x- og y-akse. Den tredje dimension i computergrafik tilføjer z-aksen, men vil på traditionelle computerskærme dog altid kun være en illusion eller en 'effekt', da den jo fremkommer på en 2-dimensionel flade.
Med tiden stilles der højere krav til, hvad man kan kalde 3-D-computergrafik. Det er ikke længere nok, at man kan bevæge sig i dybden, men også nødvendigt at man kan få fornemmelsen af at bevæge sig rundt om tingene, før det godtages som 3-D. Der er naturligvis tale om, at computerens processor og grafikkort lynhurtigt skifter fra ét billede med dybde til et andet, idet man flytter synsvinklen rundt om et objekt og derved skaber effekten af, at tingen "reelt" eksisterer i tre dimensioner inde i computerskærmen. 3-D-computergrafik handler således om at foregive den bedst mulige illusion på skærmen om, at tingene faktisk findes i tre dimensioner; mens der egentlig endnu slet ikke findes 3-dimensionel computergrafik. Noget sådant ville minde om det, man ser i science fiction-film, hvor genstande eller personer fx kan poppe op i det frie rum som grafiske fremstillinger, ikke kun på en flad skærm, men som noget man selv kan gå rundt om og betragte fra flere vinkler.

## Burg auf 3D-computergrafik
3D-computergrafik bruges ofte i computerspil og animationsfilm. Det bruges også til at designe virkelige produkter. Eksempelvis kan 3D-modeller printes ud med en 3D-printer.

## Programmel til fremstilling af 3-D-grafik
- Autodesk 3ds Max
- Blender
- Maya
- Google SketchUp
- Cinema 4D